# Pamela Payton-Wright
Pamela Payton-Wright (Pittsburgh (Pennsylvania), 1 november 1941 - Brookville (Pennsylvania), 14 december 2019) was een Amerikaans actrice.

## Biografie
Payton-Wright heeft de high school doorlopen aan de Birmingham-Southern College in Birmingham (Alabama) en haalde in 1963 haar diploma.
Payton-Wright begon met acteren in het theater, zowel op Broadway als off-Broadway. Zij maakte in 1967 haar debuut op Broadway in het toneelstuk The Show Off. Hierna heeft zij nog meerdere rollen gespeeld op Broadway zoals Romeo and Juliet (1977) en A Streetcar Named Desire (1988). 
Payton-Wright begon in 1969 met acteren voor televisie in de televisieserie NET PLayhouse. Hierna heeft zij nog meerdere rollen gespeeld in televisieseries en films zoals Another World (1979-1980) en One Life to Live (1995-2012).

## Filmografie

### Films
- 2004 Saving Face – als dr. Morgan
- 1999 In Dreams – als Ethel
- 1993 Me and Veronica – als Agnes
- 1990 The Freshman – als Liz Armstrong
- 1988 Starlight: A Musical Movie – als ??
- 1987 Ironweed – als moeder
- 1986 My Little Girl – als Delly Bettinger
- 1981 The Dark End of the Street – als Mary Ann
- 1980 Resurrection – als Margaret
- 1979 Going in Style – als Kathy
- 1972 Corky – als Rhonda
- 1972 Look Homeward, Angel – als Laura James

### Televisieseries
Uitgezonderd eenmalige gastrollen.
- 1995 – 2012 One Life to Live – als Addie Cramer – 64 afl.
- 1994 – 1997 Homicide: Life on the Street – als zuster Magdalena Weber – 4 afl.
- 1979 – 1980 Another World – als Hazel Parker - ? afl.
- 1976 The Adams Chronicles – als Louisa Catharine Adams – 6 afl.

## Theaterwerk opBroadway
- 2003 Long Day's Journey Into Night – als Mary Cavan Tyrone
- 1995 Garden District – als Grace
- 1988 The Noght of the Iguana – als Judith Fellowes
- 1988 – 1990 M. Butterfly – als Helga
- 1988 A Streetcar Named Desire – als Blanche Du Bois
- 1977 Romeo and Juliet – als Juliet
- 1975 – 1976 The Glass Menagerie – als de dochter
- 1974 – 1975 All Over Town – als Millie
- 1972 Mourning Becomes Electra – als Lavinia Mannon
- 1972 The Crucible – als Abigail Williams
- 1968 – 1969 Jimmy Shine – als Constance Fry
- 1968 The Cherry Orchard – als Anya
- 1968 Exit the King – als Juliette
- 1967 – 1968 The Show Off – als Amy

- Library of Congress Control Number: no2005097775
- SNAC: w6sj4mnz
- Virtual International Authority File: 68671678
- WorldCat: E39PBJppwH7pH8GmQqKftC3fbd